# Synegia uniformis
Synegia uniformis är en fjärilsart som beskrevs av Inoue 1954. Synegia uniformis ingår i släktet Synegia och familjen mätare. Inga underarter finns listade i Catalogue of Life.